# مدل اجزای محدود

مدل اجزای محدود برای یک مدار شامل منبع تغذیه و مقاومت.

مدل اجزای محدود (به انگلیسی: Lumped element model) یا مدل عنصر فشرده در کنار مدل عنصر گسترده یکی از دو مدل رایج برای مدل‌سازی سامانه‌های فیزیکی است. در مدل اجزای محدود فرض بر این است که پارامتر فیزیکی مورد نظر در یک مکان محدود یا نقطه متمرکز است که در مقابل فرض متغیربودن پارامتر در مدل اجزای توزیع‌شده قرار می‌گیرد. برای نمونه جرم یک خودرو که در یک بزرگ‌راه در حال حرکت است را می‌توان با مدل اجزای محدود به صورت یک نقطهٔ جرمی مدل‌سازی کرد، اما اگر نیاز به بررسی تأثیر پویای جابجایی وزن در لحظهٔ ترمزکردن مد نظر باشد ممکن است نیاز به تعیین چگونگی توزیع وزن در فضا داشته باشیم که در این حالت مدل اجزای توزیع‌شده مناسب خواهد بود. مدل اجزای محدود معمولاً با یک معادلهٔ دیفرانسیل معمولی توصیف می‌شود که در آن زمان یک متغیر مستقل است.
در مدل‌سازی اجزای محدود، یک سامانهٔ توزیع‌شده در فضا را، با کاهش درجهٔ آزادی سامانه، به صورت یک مجموعهٔ محدود از اجزا مدل‌سازی می‌کنند. مدل حاصل که به صورت نقاط گسسته در فضا است می‌تواند رفتار سامانهٔ اصلی را با تقریب توصیف کند. اگر مدل نتواند اجزای سامانهٔ واقعی را با دقت مناسبی مدل‌سازی کند نیاز به تغییر اجزای مدل یا استفاده از مدلی دیگر وجود خواهد داشت.
در سامانه‌های فیزیکی که با انتشار موج روبه‌رو هستیم معمولاً استفاده از مفاهیم طول موج و اندازهٔ فیزیکی می‌تواند برای تصمیم‌گیری در استفاده از مدل اجزای محدود مفید باشد. از نمونه‌های این نوع سامانه‌ها می‌توان به سامانه‌های الکترومغناطیسی، ارتعاش مکانیکی و صوت‌شناسی اشاره کرد. در این روش گفته می‌شود که اگر اندازهٔ فیزیکی یک قطعه نسبت به طول موج انتشاریافته کوچک باشد می‌توان از مدل اجزای محدود برای مدل‌سازی آن استفاده کرد. در یک سامانهٔ الکتریکی که این فرض برقرار باشد می‌توان برای ساده‌سازی، المان‌های مدار را به صورت یک نقطهٔ محدود در فضا نظر گرفت و سیم‌های بین المان‌ها را رسانای ایده‌آل فرض کرد و ویژگی‌های هر المان را بر پایهٔ رابطهٔ بین ولتاژ و جریانش بیان نمود، در این حالت المان‌های مانند مقاومت، خازن، دیود، ترایود و سلف هر کدام یک جزء محدود به شمار می‌آیند.